# Côn trùng đốt
Côn trùng đốt, chích và cắn (hay còn gọi là châm chích) là việc côn trùng tấn công hoặc phản ứng lên con người xảy ra khi một con côn trùng bị kích động và tìm cách tự bảo vệ mình thông qua cơ chế phòng vệ tự nhiên của nó, hoặc khi côn trùng tìm cách tấn công ký sinh, hút máu con người.

## Tổng quan
Một số côn trùng tiêm axit fomic, có thể gây ra một phản ứng ngay lập tức ở da thường dẫn đến tấy đỏ và sưng ở vùng bị thương. Những cú chích, đốt từ kiến lửa, ong, ong bắp cày thường đau đớn, và có thể kích thích một phản ứng theo kiểu dị ứng nguy hiểm được gọi là sốc phản vệ cho bệnh nhân có nguy cơ cao, một số loài ong bắp cày cũng có thể có một vết cắn mạnh mẽ gây đau đớn. Vết cắn của muỗi và bọ chét, chấy, rận có nhiều khả năng gây ngứa hơn đau. Dị ứng da côn trùng cắn và đốt thường kéo dài đến vài ngày. Tuy nhiên, trong một số trường hợp phản ứng địa phương có thể kéo dài đến năm. Những vết cắn đôi khi bị chẩn đoán nhầm như các loại tổn thương lành tính hoặc ung thư.
Nhiều loài côn trùng được coi là loài gây hại của con người. Côn trùng được coi là loài gây hại bao gồm những loài ký sinh (muỗi, chí, rệp, rận mu gây bệnh rận mu), truyền bệnh (muỗi, ruồi). Hậu quả do côn trùng đốt và cắn rất đa dạng, từ việc gây khó chịu, ngứa ngáy, mất một ít máu cho đến những dị ứng và dị ứng trúng độc gây tử vong và đặc biệt hơn là một số loại côn trùng chính là tác nhân truyền các căn bệnh truyền nhiễm làm chết, nhiễm bệnh cho hàng triệu người như các loài muỗi, ruồi, bọ... Côn trùng, những sinh vật nhỏ bé nhưng đông đảo chính là tác nhân gây chết người một cách gián tiếp hay trực tiếp nhiều hơn bất kể loài động vật nào.

## Một số loài

### Muỗi
Muỗi là các loài đặc biệt nguy hiểm cho con người, bên cạnh việc chích và hút máu gây ngứa ngáy, khó chịu thì các loài muỗi còn là trung gian truyền những căn bệnh làm chết người hàng loạt như muỗi Anopheles là lây lan bệnh sốt rét, đặc biệt là muỗi Anopheles cái. WHO ước tính có 219 triệu trường hợp mắc bệnh sốt rét hàng năm và 660.000 trường hợp tử vong. Muỗi vằn Aedes aegypti là tác nhân gây ra bệnh mang virus gây bệnh sốt xuất huyết Dengue, Chikungunya và sốt vàng da cũng như một số bệnh khác như Viêm não Nhật Bản, sốt xuất huyết, sốt siêu vi, sốt thung lũng Rift.

### Ruồi
Ruồi, nhặng, lằng là những tác nhân truyền những vi khẩu bẩn làm mất vệ sinh gây ngộ độc thực phẩm cho con người thông qua việc bâu bám vào thức ăn không được bảo quản sạch sẽ. Bên cạnh đó loài ruồi xê xê lây truyền cho con người và động vật căn bệnh ngủ hay còn gọi là bệnh ngủ châu Phi (gây ra bởi ký sinh trùng mũi khoan Trypanosoma có trên loại ruồi này). Theo ước tính của WHO thì có khoảng 20 nghìn người chết vì căn bệnh này tính từ năm 1996. Các bệnh mà ruồi đóng vai trò lây nhiễm còn bao gồm bệnh qua đường tiêu hóa như lỵ trực trùng, lỵ amíp, tả, thương hàn, giun đũa, giun tóc, ấu trùng sán lợn, bệnh về mắt như mắt hột, nhiễm khuẩn mắt, bệnh giun mắt Thelazia, bệnh ngoài da như viêm da cấp tính, nấm da, bệnh phong (hủi).

### Kiến
Kiến là loài vật đông đảo, chúng có thể cắn người do phản ứng phòng vệ, kiến đốt rất đau và ngứa lâu dài, vết cắn thường sưng tấy nhất là trúng chỗ mềm thì càng gây hậu quả kiêm trọng. Một số loài như kiến ba khoang (tùy theo từng địa phương mà có các tên như: kiến kim, kiến lác, kiến cong đít, kiến nhốt, kiến cằm cặp...) khi cắn viêm da, thối thịt giống như bị tạt axít. Ngoài ra, kiến lửa là nguyên nhân gây ra khoảng 80 cái chết trên toàn nước Mỹ và làm tiêu tốn khoảng 5 tỷ đô la mỗi năm để chi trả cho các dịch vụ chăm sóc y tế, phục hồi hư hỏng, cũng như kiểm soát sức tàn phá của loài kiến này.
Loài kiến khủng khiếp khác được biết đến là Kiến quân đội châu Phi hay kiến lính châu Phi. Kiến quân đội càn quét khắp châu Phi với những đội quân hùng hậu, nuốt trọn bất kỳ sinh vật sống nào trên đường đi của chúng. Chúng sử dụng nọc độc để biến thịt, cơ bắp, gân thành chất lỏng. Thông thường, chúng không có hại đối với con người nếu chúng ta tránh xa con đường di chuyển của chúng. Còn bằng không thì quân đoàn tí hon nhưng hết sức nguy hiểm này có thể lấy đi sinh mạng.

### Ong
Những loài ong được biết đến với những cú chích rất đau và độc từ nọc ong có thể gây nguy hiểm đến tính mạng con người. Ong sát thủ châu Phi có thể gây ra cái chết cho khoảng 40 người mỗi năm bằng những cuộc đột kích, ong châu Phi đã gây ra khoảng 11 cái chết trên toàn nước Mỹ từ năm 1990. Các loài ong thuộc giống ong bắp cày có thể chích mạnh hơn cả. Ong bắp cày khổng lồ Nhật Bản, có kích thước bằng ngón tay cái của người trưởng thành. Loại ong này đưa chất độc vào cơ thể người qua một kim châm dài khoảng 0.25 inch (6.35 mm). Nó gây ra cái chết của khoảng 40 người mỗi năm.
Đây là loài ong hung dữ và hay tấn công người, mùa giao phối và di trú của ong bắp cày diễn ra từ tháng 9 đến tháng 10, đây cũng là thời điểm mà chúng hung hãn nhất. Năm 2013, ghi nhận Một loạt các vụ tấn công bất thường của ong bắp cày tại miền trung Trung Quốc đã khiến 41 người tử vong, các vụ tấn công của ong bắp cày xuất hiện ở thị trấn An Khang, khiến 19 người chết và xảy ra ở hai thành phố lân cận, làm 22 người khác thiệt mạng. Theo thống kê, loài ong hung hãn này còn khiến 1.600 người bị thương, khoảng 206 người đang được chữa trị tại bệnh viện và 37 người trong số này hiện đang trong tình trạng nguy kịch.

### Bọ xít
Trong số các loài bọ xít hút máu có nhiều loài trong chi Tritoma là các loài bọ xít hút máu người, trong đó có những loài nguy hiểm là tác nhân truyền bệnh bệnh buồn ngủ (Chagas) như loài Triatoma dimidiate phổ biến ở Trung Mỹ và loài Triatoma infestans phổ biến ở Nam Mỹ. Ngoài ra, loài bọ xít Triatoma rubrofassiata ở Việt Nam còn được gọi là bọ xít hút máu, là loài bọ xít to lớn, lanh lợi đã tấn công người trên diện rộng, gây hoang mang dư luận trong cộng đồng tuy chúng không thực sự truyền những bệnh nguy hiểm như những họ hàng của chúng ở Nam Mỹ.
Có khoảng 8 triệu người bị nhiễm căn bệnh Chagas gây ra bởi một loại côn trùng được gọi là bọ xít hút máu hay bọ ám sát, nó còn có tên tiếng Anh là kissing bug, với chữ "kiss" có nghĩa là "hút máu". Sau khi con bọ hút máu của một đối tượng, thì nó cũng sẽ thải bỏ chất thải trong cơ thể nó vào chỗ gần vết cắn. Khi chất thải này vô tình được chà xát lên vết thương thì một loại ký sinh trùng có trong đó sẽ có cơ hội xâm nhập vào cơ thể. Theo Tổ chức Y tế thế giới (WHO) thì vào năm 2008, có khoảng 11 nghìn người tử vong vì căn bệnh này.

### Bọ chét
Bọ chét lây truyền bệnh dịch hạch là nguyên nhân gây ra cái chết cho hàng triệu người thời Trung Cổ. Vết cắn của bọ chét và chuột là nguyên nhân chủ yếu gây ra đại dịch bệnh vào thời Trung cổ. Bọ chét đóng vai trò truyền mầm bệnh trong cộng đồng chuột cũng như trong cộng đồng con người. Người bị bọ chét cắn sẽ nhiễm bệnh, sau đó bộc phát các triệu chứng dịch hạch và có xu hướng phát triển thành dạng dịch hạch thể phổi nếu như vi khuẩn xâm nhập được vào phổi.